# پاریس (فیلم ۱۹۲۶)
«پاریس» (انگلیسی: Paris (1926 film)) فیلمی در ژانر رمانتیک به کارگردانی ادموند گولدینگ است که در سال ۱۹۲۶ منتشر شد. از بازیگران آن می‌توان به جوآن کراوفورد، چارلز ری، و رز دیون اشاره کرد.